# Национальная библиотека Финляндии
Национальная библиотека Финляндии (фин. Kansalliskirjasto, в 2006 году: Библиотека Хельсинкского университета фин. Helsingin yliopiston kirjasto) — старейшая и важнейшая научная библиотека Финляндии. Одновременно выполняет функции университетской и национальной библиотеки. Библиотека имеет ценную коллекцию литературы по славистике (450 000 томов), которая была собрана ещё во времена русского царизма, когда Хельсинкская библиотека имела право обязательного экземпляра всех публикаций Российской империи.
Главный корпус библиотеки выдержан в классицистическом стиле, был спроектирован немецким архитектором Карлом Людвигом Энгелем и сооружен в 1840—1846 годах. Библиотека расположена в центре города, непосредственно напротив главного корпуса Хельсинкского университета. 
«Наиболее оригинальным сооружением можно назвать университетскую библиотеку; не будь в ней приземистого круглого купола византийского образца, она могла бы считаться лучшим украшением Гельсингфорса.»
В библиотеке работает около 200 сотрудников, её бюджет в 2008 году составил 18 млн евро.